# Mount Airy (Maryland)
Mount Airy és una població dels Estats Units a l'estat de Maryland. Segons el cens del 2000 tenia 6.425 habitants.

## Demografia
Segons el cens del 2000, Mount Airy tenia 6.425 habitants, 2.123 habitatges, i 1.717 famílies. La densitat de població era de 647,7 habitants per km².
Dels 2.123 habitatges en un 51,4% hi vivien nens de menys de 18 anys, en un 69% hi vivien parelles casades, en un 8,5% dones solteres, i en un 19,1% no eren unitats familiars. En el 14,9% dels habitatges hi vivien persones soles el 5,2% de les quals corresponia a persones de 65 anys o més que vivien soles. El nombre mitjà de persones vivint en cada habitatge era de 3,02 i el nombre mitjà de persones que vivien en cada família era de 3,37.
Per edats la població es repartia de la següent manera: un 34,4% tenia menys de 18 anys, un 5,4% entre 18 i 24, un 37,1% entre 25 i 44, un 16,9% de 45 a 60 i un 6,2% 65 anys o més.
L'edat mediana era de 33 anys. Per cada 100 dones de 18 o més anys hi havia 93,2 homes.
La renda mediana per habitatge era de 66.967 $ i la renda mediana per família de 76.214 $. Els homes tenien una renda mediana de 52.177 $ mentre que les dones 35.054 $. La renda per capita de la població era de 25.380 $. Entorn del 2% de les famílies i el 3,3% de la població estaven per davall del llindar de pobresa.

## Poblacions més properes
El següent diagrama mostra les poblacions més properes.